# Agymester
Az Agymester, valódi nevén Jason Wyngarde egy kitalált szereplő, szupergonosztevő a Marvel Comics képregényeiben. A szereplőt Stan Lee és Jack Kirby alkotta meg. Első megjelenése az X-Men 4. számában volt, 1964 márciusában.
Az Agymester egy mutáns, a Mutánsok Testvériségének egyik alapító tagja. Különleges képessége révén képes összetett telepatikus illúziókat létrehozni. Később a Pokoltűz Klub Bíboros Urainak próbaidős tagja. Fontos szerepet játszott a "A Főnix halála" című történetben.
A John Byrne által megalkotott szereplő külső megjelenése egy angol színészen, Peter Wyngarde-on alapult, aki a Bosszúállók (The Avengers) című brit kém-televíziósorozatban a Pokoltűz Klub vezetőjét alakította.
Miután Wyngarde-dal végzett a Hagyaték Vírus (Legacy Virus), feltűnt két lánya, akik szintén bírtak apjuk illúziókeltő képességével. Egyikük – Martinique Jason – átvette apja fedőnevét, a másik pedig Agymester Úrnő (Lady Mastermind) néven vált ismertté.

## Története
|  | Alább a cselekmény részletei következnek! |

Jason Wyngarde életéről semmit nem tudni, mielőtt csatlakozott a Mutánsok Testvériségéhez, kivéve, hogy cirkuszi mentalistaként dolgozott. Agymester és több ezer illúziókatonája segítségével a Testvériség képes volt hatalmat szerezni egy dél-amerikai ország felett. Az eredeti Testvériség tagjaként többször is összecsapott az X-Mennel Magneto oldalán. Miután a Testvériséget legyőzte az X-Men, megpróbálták rávenni az Idegent (Stranger), hogy csatlakozzon a soraikba. Az Idegen azonban nem mutáns volt, hanem egy titokzatos kozmikus lény, és ideiglenesen kövé változtatta Agymestert.
Miután a varázslat hatása elmúlt, Jason csatlakozott a Hármas Faktor (Factor Three) nevű, világuralomra törő szervezethez. A Hármas Faktor feloszlott, amikor kiderült, hogy a Mutánsmester nevű vezetőjük nem is mutáns, hanem egy földönkívüli. Az X-Men segítségével végül sikerült legyőzniük. Agymestert később elfogták az Őrök, de az X-Men kiszabadította. Haspókkal és az Érinthetetlen Unusszal, akikkel korábban a Hármas Faktorban szolgált, Jason újjászervezte a Mutánsok Testvériségét.
Az új Testvériségnek tagokra volt szüksége, ezért Agymester megkörnyékezte Bestiát, hogy besorozza, ám kudarcot vallott, aminek összetűzés lett a vége. Agymestert egy időre fogva tartotta a második Titkos Birodalom (Secret Empire). Amikor Magneto visszatért a Testvériség élére, megalkotta Alfát, az Utolsó Mutánst. A Testvériség harcba szállt az Oltalmazók ellen, de Magneto teremtménye az egész csapatukat csecsemővé változtatta.
Miután visszanyerte eredeti életkorát, Agymester kapcsolatba került a Pokoltűz Klubbal. Ekkoriban kezdődött a híres A Főnix halála című történet, melyben nagyban hozzájárult, hogy a Főnixből Sötét Főnix váljon. Wyngarde eredetileg Nikos néven adta ki magát, és udvarolni kezdett a Főnixnek. Később a képessége segítségével manipulálni kezdte. Ebben segítségére volt egy agyletapogató szerkezet, melyet Emma Frost alkotott. A szerkezettel Agymester az illúzióit közvetlenül a Főnix agyába sugározhatta, és elhitette vele, hogy ő egy viktoriánus korabeli nemes, Jason Wyngarde felesége, valamint a Pokoltűz Klub Fekete Királynője. A nőt végül sikerült az X-Men ellen fordítania. Küklopsz ugyan megpróbálta kiszabadítani, és kiállt Agymester ellen egy párbajra az asztrális síkon, de kudarcot vallott. Agymester "megölte" ezen a síkon. Küklopsz fizikai teste alig élte túl a sokkot. Agymester terve azonban balul sült el. Ahelyett, hogy még jobban magához láncolta volna a Főnixet, ahogyan tervezte, Scott asztrális "halálának" visszhangja kiszabadította a nőt a befolyása alól. A Főnix haragra gerjedt látván, hogy mit tett vele Agymester, és az elméjébe nyúlt végtelenül kiterjesztve a férfi tudatát. Wyngarde lényegében eggyé vált az univerzummal. Elméjén képek áradata söpört végig, amit képtelen volt feldolgozni, és katatón állapotba került.
Miután visszatért elméjének épsége, Agymester bosszút fogadott mindenki ellen, aki valaha is ártott neki. Finom manipulációival ő adta meg az utolsó lökést Vadócnak, hogy elhagyja Rejtélyt, és beálljon az X-Men tagjai közé. Beavatkozott Küklopsz és Madelyne Pryor eljegyzésébe, miután elhitette az X-Mennel, hogy Madelyne nem más, mint a Sötét Főnix. Tönkretette Rozsomák és Mariko Yashida esküvőjét, amikor telepatikusan kényszerítette a nőt, hogy nemet mondjon. Küklopsz később rájött Agymester cselszövésére, hogy rászedte az X-Ment, amikor elhitette velük, hogy Madelyne Pryor a Főnix reinkarnációja. Megküzdöttek az X-birtokon, ahol Agymester képessége segítségével a többi X-Ment Küklopsz ellen fordította, ám végül alulmaradt.
Jason később megpróbált a Főnix-erőből meríteni, ám ekkor Rachel Summers és az Excalibur állta útját. Börtönbe zárták azzal a kényszerképzettel, hogy sikerült elérnie a kozmikus tudat állapotát.
Agymester később a Hagyaték vírustól hunyt el, ám mielőtt megadta magát a kórnak, Jean Grey bocsánatát kérte mindazért, amit vele tett. Nem tudhatta, hogy a nő igazából sosem volt a Főnix. Jean mindenesetre megbocsátott neki, így békében távozhatott.
A halála után még viszontláthattuk egy visszaemlékezésben, amiből kiderült, hogy az Egyesült Államok hadseregének utasítására ő felelt Void létrehozásáért, aki az Őrszem nevű szuperhős gonosz ellenlábasa volt.
Agymester neve és hatalma tovább él két lányában: a második Agymesterben (Martinique Jason) és Agymester Úrnőben.

## Képességei
Agymester mutáns képessége segítségével illúziókat hozhat létre. Telepatikusan képes más emberek érzékeit manipulálni, hogy olyan dolgokat lássanak, halljanak, tapintsanak, szagoljanak és/vagy ízleljenek, amik valójában nem is léteznek. Ha akarja, meglevő dolgok érzékelését is módosíthatja. Például képes magát más személy képében feltüntetni, képes akár úgy kinézni és viselkedni az áldozata számára, mint egy tömör fal, vagy akár láthatatlanná is válhat az illúzió hatalmával. A célpontjainak azonban képessége hatókörén belül kell tartózkodniuk, hogy a hatás alá kerüljenek. Külön segédeszköz használata nélkül Agymester képtelen célzottan egyetlen célpont elméjét befolyásolni, az illúziók minden jelenlevőre egyaránt hatnak. Még az olyan képzett telepatákra is, mint például X Professzor vagy Jean Grey. Bár a Sötét Főnix befolyásolásához szüksége volt egy erősítő berendezésre, egy "agyletapogató szerkezetre", amit a Fehér Királynő biztosított számára, hogy az illúzióit közvetlenül a lény elméjébe sugározhassa, továbbá képes legyen figyelemmel kísérni a lény gondolatait akár nagyobb távolságról is.
Jason Wyngarde kis termetű ember volt fakó, ősz hajjal. Gyakran használta hatalmát, hogy fiatalabb, jóképűbb férfinak látszódjon. A kedvenc álcájában viktoriánus korabeli oldalszakállat viselt.

## Egyéb változatai

### Ultimate Agymester
Agymester alakja megjelent az Ultimate Univerzumban is. A kinézete itt azonban nagyban megváltozott. Míg az eredeti (Föld-616) Wyngarde átlagos testalkatú, rövid fekete hajú, jellegzetes oldalszakállal (legalábbis, ahogyan kedvenc alakjában meg szokott jelenni), az Ultimate Agymester magas, cingár alak varkocsba fogott, hosszú ősz hajjal. Sötét napszemüveget hord, és úgy néz ki, mint egy öreg rocksztár. Ebben a világban is tagja Magneto Testvériségének, amit itt a "Mutáns Felsőbbrendűség Testvériségének" (Brotherhood of Mutant Supremacy) hívnak. Sokáig Rejtély feladatát látta el, és Magnetonak adta ki magát a S.H.I.E.L.D. börtönében, ahol vele volt barátnője, Stacy is.
Agymester később Piro oldalán tűnt fel, amikor Magneto néhány Testvériség taggal összecsapott az Ultimates csapat ellen Magneto vadföldi bázisán. Miután csapdába ejtette Valkyriet egy félelmetes illúzió segítségével, azt javasolta Pirónak, hogy "játszadozzanak el" egy kicsit a nővel, amíg az magatehetetlen. Szavaiból kiderült, hogy már korábban is tett ilyet áldozataival. Mielőtt azonban hozzáláthattak volna, Valkyrie magához tért, és kardjával végzett Agymesterrel, valamint csuklóból levágta Piro kezeit. Hogy miért és mikor hagyta el a posztját a börtönben, vagy hogy hogyan reagált minderre a S.H.I.E.L.D, sosem derült ki.

### Apokalipszis Kora
Az Age of Apocalypse történetekben Jason Wyngarde egyike volt az Apokalipszis rezsim áldozatainak. Az időutazó Cukorember (Sugar Man) egyik kísérleti alanya volt, aminek következtében megnémult. Innét a szintén időutazó X-Man (Nate Grey), Forge és Magneto mentette meg. Évekkel később csatlakozott Forge Kitaszítottjaihoz, egy ellenálló csoporthoz, akik színjátszó társulat álcájában járták a világot. Végül a fejvadász Dominó végzett vele.

### Mutánsvilág
Ebben a világban Agymestert Vasember egyik üzleti riválisaként említik.

## Képregényeken kívüli megjelenései

### Televízió
Agymester felbukkant a Spider-Man and His Amazing Friends c. sorozatban egy tévé képernyőjén, amikor Magneto a Testvériség tagjainak szabadon eresztését követeli a "The Prison Plot" c. epizódban. Mefisztó, Psyklop, Annihilus és Zarathos/Szellemlovas illúzióképeit vetíti ki. Magneto az "Illúziók Maestrojának" nevezi.
Szerepelt az X-Men rajzfilmsorozatban is a Pokoltűz Klub Belső Körének tagjaként a Főnix halála 1-3. részeiben. Wyngarde szintén látható a Mutáns Ellenállás egyik tagjaként a One Man's Worth c. epizód első részének alternatív valóságában.
Az X-Men: Evolution c. rajzfilmsorozatban Agymester Magneto egyik visszatérő cinkostársa. Magneto gyakran zsarnokoskodik fölötte, de úgy tűnik, valahol tiszteli is. Bár Agymester a történet szerint elég simlis alak, amikor épp nem dolgozik senkinek, nem viselkedik különösebben rosszindulatúan. A legemlékezetesebb tette a sorozatban az volt, amikor megváltoztatta az emlékeit Magneto lányának, a Skarlát Boszorkánynak.

### Filmek
Az X-Men 2 c. filmben William Stryker fia, Jason nagy vonalakban Agymester alakjára épült. A filmváltozatban Jason egykor Xavier egyik tanulója volt, akit apja szeretett volna "kigyógyíttatni" állapotából. Mivel Xavier képtelen volt erre, Jason a képességei segítségével bosszút állt szülein anyját öngyilkosságba kergetve. Stryker ezt követően megműttette az agyát, hogy biztosan kövesse az utasításait, és felhasználta a mutánsok elleni háborúja során. Jason nyomorék, kerekes székhez kötött emberként van ábrázolva, sorvadt izomzattal, kifejezéstelen arccal és vizenyős tekintettel. A lobotómia következtében megfosztották szabad akaratától és mozgásképességétől, de a telepatikus képességei elég erősek még a nagy X Professzor manipulálására is. Apja az általa termelt gerincfolyadék segítségével képes uralni mutáns szolgáit. Apja parancsára rávette Xaviert, hogy a Cerebro egy másolatával kutassa fel, és ölje meg az összes mutánst. Magneto megszakította az illúziót, majd Rejtély – Jason apjának álcájában – módosította a parancsot, hogy a mutánsok helyett a közönséges embereket vegye célba. Viharnak végül sikerül bejutnia a Cerebrohoz, ahol jégvihart támasztott, amivel megfagyasztotta Jasont, és véget vetett az illúziónak. Nem sokkal ezután a gát – amely alatt az épület volt – átszakadt, és a második Cerebro elpusztult feltehetőleg Jasonnel együtt.

### Videojátékok
Jason Stryker szerepelt az X-Men: The Official Game c. játékban, ami az X-Men filmek második és harmadik részei közt játszódik. Jason azzal kínozza Árnyékot, hogy hagyta őt meghalni. Később azt is elhiteti vele, hogylétezik belőle egy gonosz változat is az Alkali-tónál. Ezt követően segít neki elpusztítani az Őröket, ám eközben feláldozza saját életét is.